# Charte des Communes Rurales d'Europe
La Charte des Communes Rurales d'Europe est une association européenne, à l'initiative française, créée en 1991. Elle promeut la coopération entre les villes et villages rurales des différents pays de l'Union Européenne, et opère notamment par le jumelage commun de ces villes, une par état membre de l'Union européenne.

## Histoire
En 1989, Michel Bouchet, le maire de Cissé, décide de fonder l'association Charte des Communes Rurales d'Europe. Il en reste le président jusqu'en 1995. La Charte des Communes Rurales d'Europe accède au statut d'association en 1991. Elle organise chaque année des colloques afin de discuter sur les problématiques des communes rurales,.
La Charte des Communes Rurales d'Europe est d'abord composée des villes française, belge, allemande, britannique, danoise, espagnole, grecque, irlandaise, italienne et luxembourgeoise. Puis, au fur et à mesure que de nouveaux pays rejoignent l'Union européenne, la Charte invite de nouvelles communes.

## Objectifs
Le but premier de la Charte est l'échange entre les communes, ainsi que d'affirmer l'unité au sein de l'Union européenne,,.

## Membres
Depuis sa création, 28 villes et villages ont été jumelées ensembles. Ce qui fait de Cissé la ville la plus jumelée de France.
- Hepstedt (Allemagne)
- Lassee (Autriche)
- Bièvre (Belgique)
- Slivo pole (Bulgarie)
- Léfkara (Chypre)
- Tisno (Croatie)
- Næstved (Danemark)
- Bienvenida (Espagne)
- Põlva (Estonie)
- Kannus (Finlande)
- Cissé (France)
- Kolindros (Grèce)
- Nagycenk (Hongrie)
- Cashel (Irlande)
- Bucine (Italie)
- Kandava (Lettonie)
- Žagarė (Lituanie)
- Troisvierges (Luxembourg)
- Nadur (Malte)
- Esch (Pays-Bas)
- Strzyżów (Pologne)
- Samuel (Portugal)
- Starý Poddvorov (Tchéquie)
- Ibănești (Roumanie)
- Desborough (Royaume-Uni)
- Medzev (Slovaquie)
- Moravče (Slovénie)
- Ockelbo (Suède)